# Constantin Codrescu (doctor)
Doctorul  Constantin Codrescu (n. 1840 – d. 1891) este un medic român din Bârlad. Este cunoscut în special pentru realizarea spitalului « Bârlad și Elena Beldiman » precum și pentru lucrările sale din domeniul medicinii.

## Date biografice
Doctorul Constantin Codrescu s-a născut la Bârlad în anul 1840. Și-a făcut studiile medicale a Universitatea din Paris. La întoarcerea în țară s-a angajat la noul spital din Bârlad, unde a lucrat până la moartea sa, în 1891.

## Construcția spitalului din Bârlad
Spitalul din Bârlad fusese înființat constituit în 1838 ca urmare a donației vornicesei Elena Beldiman. Aceasta lăsase prin testament moșia ei din Popeni, județul Tutova (azi în județul Vaslui), pentru ca din venitul ei să se construiască un spital care să-i poarte numele. La 27 octombrie 1838, fratii aga Neculai Greceanu și spătarul Iorgu Greceanu, nepoții vornicesei, au deschis spitalul în casele lui Gheorghe Costăchel. Epitropia Sfântul Spiridon din Iași înscrie în buget întretinerea acestui primul lăcaș spitalicesc din Bârladului. Având inițial o capacitate de 20 de paturi, spitalul atinge în 1850 o capacitate de 30 paturi.
Doctorul Constantin Codrescu este angajat ca medic al spitalului în 1865 iar în 1866 este numit director al spitalului, funcție pe care a îndeplinit-o până la moartea sa în 1891. Constatând că spitalul funcționa în condiții improprii, doctorul Costescu decide ca, pe lângă activitatea sa de medic, să-și dedice eforturile în direcția construirii unui nou așezământ spitalicesc in Bârlad. La 17 ianuarie 1867 organizează o întrunire publică la care au participat numroși cetățeni din Bârlad. Făcând o prezentare detaliată a problemelor asistenței sanitare în orașul Bârlad, doctorul Codrescu propune realizarea unui nou spital, pe care îl prezenta ca pe
„o instituție eminamente democratică,menită a răspunde la trebuințele clasei celei mai numeroase, care n-are alt capital decât munca și pentru care boala este o povară mai crudă decât moartea chiar”
Constantin Codrescu a reușit să convingă cetățenii orașului să contribuie la finanțarea acestui proiect, prin donații și fără a face apel la finanțele publice. În luna ianuarie 1871 se înfiițează epitropia viitorului spital care ia numele „Spitalul Bârlad si Elena Beldiman", după numele donatorilor principali. Construcția noii clădiri a fost încredințată arhitectului Loran Ingverman, iar calitatea de diriginte de șantier a fost preluată de doctorul Constantin Codrescu, care a participat permanent la proiectarea si supravegherea execuției construcției. Noul local al spitalului a fost inaugurat festiv pe 17 aprilie 1881. Inițial spitalul a funcționat cu 72 de paturi, deși condițiile permiteau amplasarea a 120 de paturi. Arhitectonica impunătoare a clădirii constituit obiectul prezentării la Expoziția Mondiala de la Paris. La această expoziție, caloriferul inventat si introdus în construcția spitalului de către doctorul Constantin Codrescu a obținut o mențiune onorifica.
Ținând seama de progresele care se realizau atât în medicină cât și în organizarea și functionarea spitalelor, doctorul Constantin Codrescu a separat în spațiu existent al spitalului serviciul de chirurgie de cel medical. 
Ulterior, prin construcția unor noi spații, Doctorul Codrescu înființează în 1883 o secție de boli contagioase si sifilitice. Spitalul din Bârlad a funtionat cu aceasta baza materiala pana in anul 1975, când noua clădire de spital cuplat cu policlinică a preluat o parte din secții.

## Cercetări și publicații
Concomitent cu activitatea sa de medic și cu cea de administrare a spitalului, Doctorul Constantin Codrescu și-a îndreptat eforturile și în direcția cercetării din domeniul medical. De asemenea a avut o importantă activitate didactică în special legată de popularizarea medicinii și a măsurilor de igienă în rândul populației. 
Doctorul Constantin Codrescu a publicat numeroase lucrări de specialitate, printre care :
- Compendiu de igienă generală și aplicată (lucrare premiată de Academia Română),
- Curs de igienă, medicină populară și artă veterinară, Bucuresti, 1967,
- Curs de medicină populară, Bârlad, 1882,
- Studiu asupra Spitalului Bârlad si Elena Beldiman, Bucuresti, 1886,

## Păstrarea memoriei doctorului Codrescu
La 12 ani după moartea sa, în 1903 a fost ridicată de Fundația Spitalului "Bârlad și Elena Beldiman" o statuie a doctorului Codrescu. Statuia, executată în marmură albă de sculptorul Frederic Storck se află în prezent în incinta Spitalului Municipal de Adulți Bârlad. Statuia îl reprezintă pe doctor în picioare cu o carte în mâna stângă, actul de fondare a clădirii spitalului în mâna dreaptă și câteva din publicațiile sale pe postament. Soclulea din marmură, este decorat în relief cu panouri realizate din cununi de lauri.
În 1998, cu ocazia sărbătoririi a 150 de ani de activitate spitalicească în orașul Bârlad, Spitalul Municipal de Adulți Bârlad și Societatea Culturală "Al I. Cuza" din Bârlad au emis o medalie comemorativă. Gravată de M. Fetița, medalia are un diametru de 8 mm, reprezentând statuia Doctorului Codrescu pe avers și o vedere a clădirii spitalului inaugurat în 1881 pe revers.